# Svájc az 1964. évi nyári olimpiai játékokon
Svájc a japán Tokióban megrendezett 1964. évi nyári olimpiai játékok egyik részt vevő nemzete volt. Az országot az olimpián 13 sportágban 66 sportoló képviselte, akik összesen 4 érmet szereztek.

## Érmesek
| Érem  | Versenyző                                           | Sportág   | Versenyszám        |
| ----- | --------------------------------------------------- | --------- | ------------------ |
| Arany | Henri Chammartin                                    | Lovaglás  | Egyéni díjlovaglás |
| Ezüst | Eric Hänni                                          | Cselgáncs | Könnyűsúly         |
| Ezüst | Henri Chammartin Gustav Fischer Marianne Gossweiler | Lovaglás  | Csapat díjlovaglás |
| Bronz | Gottfried Kottmann                                  | Evezés    | Férfi egypárevezős |

## Atlétika
Férfi
| Versenyző                                                        | Versenyszám     | Előfutam | Előfutam | Előfutam | Negyeddöntő | Negyeddöntő | Negyeddöntő | Elődöntő | Elődöntő | Elődöntő | Döntő   | Döntő    |
| Versenyző                                                        | Versenyszám     | Idő      | Hely.    | Össz.    | Idő         | Hely.       | Össz.       | Idő      | Hely.    | Össz.    | Idő     | Helyezés |
| ---------------------------------------------------------------- | --------------- | -------- | -------- | -------- | ----------- | ----------- | ----------- | -------- | -------- | -------- | ------- | -------- |
| Max Barandun                                                     | 100 m           | 10,79    | 6.       | 40.**    | kiesett     | kiesett     | kiesett     | kiesett  | kiesett  | kiesett  | kiesett | kiesett  |
| Jean-Louis Descloux                                              | 200 m           | 21,52    | 5.       | 26.*     | kiesett     | kiesett     | kiesett     | kiesett  | kiesett  | kiesett  | kiesett | kiesett  |
| Peter Laeng                                                      | 400 m           | 47,12    | 3.       | 20.      | 46,72       | 5.          | 7.          | kiesett  | kiesett  | kiesett  | kiesett | kiesett  |
| Rolf Jelinek                                                     | 800 m           | 1:54,6   | 6.       | 38.      |             |             |             | kiesett  | kiesett  | kiesett  | kiesett | kiesett  |
| Rolf Jelinek                                                     | 1500 m          | 3:51,2   | 7.       | 29.      |             |             |             | kiesett  | kiesett  | kiesett  | kiesett | kiesett  |
| Hansrüedi Knill                                                  | 1500 m          | 3:47,2   | 6.       | 25.      |             |             |             | kiesett  | kiesett  | kiesett  | kiesett | kiesett  |
| Oskar Leupi                                                      | Maraton         |          |          |          |             |             |             |          |          |          | 2:35:05 | 41.      |
| Guido Vögele                                                     | Maraton         |          |          |          |             |             |             |          |          |          | 2:29:17 | 32.      |
| Erwin Stütz                                                      | 50 km gyaloglás |          |          |          |             |             |             |          |          |          | 4:40:45 | 23.      |
| Jean-Louis Descloux Hansjörg Bosshard Marius Theiler Peter Laeng | 4 × 400 m váltó | 3:09,3   | 4.       | 12.      |             |             |             |          |          |          | kiesett | kiesett  |

| Versenyző         | Versenyszám   | Selejtező | Selejtező | Döntő    | Döntő    |
| Versenyző         | Versenyszám   | Eredmény  | Helyezés  | Eredmény | Helyezés |
| ----------------- | ------------- | --------- | --------- | -------- | -------- |
| Werner Duttweiler | Rúdugrás      | 440 cm    | 23.       | kiesett  | kiesett  |
| Urs von Wartburg  | Gerelyhajítás | 79,92 m   | 1.        | 78,72 m  | 5.       |

| Versenyző         | Versenyszám | 100 m | 100 m | Távolugrás | Távolugrás | Súlylökés | Súlylökés | Magasugrás | Magasugrás | 400 m | 400 m | 110 m gát | 110 m gát | Diszkoszvetés | Diszkoszvetés | Rúdugrás                 | Rúdugrás                 | Gerelyhajítás    | Gerelyhajítás    | 1500 m        | 1500 m        | Végeredmény   | Végeredmény   |
| Versenyző         | Versenyszám | Idő   | Pont  | Eredmény   | Pont       | Eredmény  | Pont      | Eredmény   | Pont       | Idő   | Pont  | Idő       | Pont      | Eredmény      | Pont          | Eredmény                 | Pont                     | Eredmény         | Pont             | Idő           | Pont          | Pont          | Helyezés      |
| ----------------- | ----------- | ----- | ----- | ---------- | ---------- | --------- | --------- | ---------- | ---------- | ----- | ----- | --------- | --------- | ------------- | ------------- | ------------------------ | ------------------------ | ---------------- | ---------------- | ------------- | ------------- | ------------- | ------------- |
| Werner Duttweiler | Tízpróba    | 11,3  | 733   | 694 cm     | 808        | 13,80 m   | 716       | 193 cm     | 796        | 50,5  | 784   | 15,9      | 757       | 32,66 m       | 533           | érvényes kísérlet nélkül | érvényes kísérlet nélkül | nem állt rajthoz | nem állt rajthoz | nem ért célba | nem ért célba | nem ért célba | nem ért célba |

* - két másik versenyzővel azonos időt ért el

** - négy másik versenyzővel azonos időt ért el

## Birkózás
Kötöttfogású
| Versenyző      | Versenyszám | 1. forduló                           | 2. forduló                    | 3. forduló                     | 4. forduló                    | 5. forduló        | Döntő             | Helyezés    |
| Versenyző      | Versenyszám | Ellenfél Eredmény                    | Ellenfél Eredmény             | Ellenfél Eredmény              | Ellenfél Eredmény             | Ellenfél Eredmény | Ellenfél Eredmény | Helyezés    |
| -------------- | ----------- | ------------------------------------ | ----------------------------- | ------------------------------ | ----------------------------- | ----------------- | ----------------- | ----------- |
| Max Kobelt     | 87 kg       | Fernando H. García (PHI) · kétvállas | Yavuz Selekman (TUR) · 3-1    | Hollósi Géza (HUN) · kétvállas | kiesett                       | kiesett           | kiesett           | helyezetlen |
| Peter Jutzeler | 97 kg       | Per Svensson (SWE) · 3-1             | José Panizo (ESP) · kétvállas | erőnyerő                       | Rost'om Abashidze (URS) · 3-1 | kiesett           | kiesett           | 5.          |

Szabadfogású
| Versenyző      | Versenyszám | 1. forduló                  | 2. forduló                                   | 3. forduló                     | 4. forduló                | 5. forduló                           | Döntő             | Helyezés    |
| Versenyző      | Versenyszám | Ellenfél Eredmény           | Ellenfél Eredmény                            | Ellenfél Eredmény              | Ellenfél Eredmény         | Ellenfél Eredmény                    | Ellenfél Eredmény | Helyezés    |
| -------------- | ----------- | --------------------------- | -------------------------------------------- | ------------------------------ | ------------------------- | ------------------------------------ | ----------------- | ----------- |
| Rudolf Kobelt  | 87 kg       | Jit Singh (IND) · kétvállas | Sota Lomidze (URS) · 3-1                     | Mansour Mahdizadeh (IRI) · 3-1 | kiesett                   | kiesett                              | kiesett           | helyezetlen |
| Peter Jutzeler | 97 kg       | Maruti Mane (IND) · 1-3     | Ölziisaikhany Erdene-Ochir (MGL) · kétvállas | Heinz Kiehl (EUA) · 3-1        | Gerald Conine (USA) · 1-3 | Alekszandr Medvegy (URS) · kétvállas | kiesett           | 5.          |

## Cselgáncs
| Versenyző  | Versenyszám | Csoportkör                                                                  | Csoportkör | Negyeddöntő               | Elődöntő                    | Döntő                       | Helyezés |
| Versenyző  | Versenyszám | Ellenfél Eredmény                                                           | Hely.      | Ellenfél Eredmény         | Ellenfél Eredmény           | Ellenfél Eredmény           | Helyezés |
| ---------- | ----------- | --------------------------------------------------------------------------- | ---------- | ------------------------- | --------------------------- | --------------------------- | -------- |
| Eric Hänni | Könnyűsúly  | 6. csoport · Aurelio Chu Yi (PAN) · GY · Stefano Gamba (ITA) · visszalépett | 1.         | Gerhard Zotter (AUT) · GY | Ārons Boguļubovs (URS) · GY | Nakatani Takehide (JPN) · V |          |

## Evezés
| Versenyző                                              | Versenyszám              | Előfutam | Előfutam | Vigaszág | Vigaszág | Döntő | Döntő   | Döntő | Helyezés |
| Versenyző                                              | Versenyszám              | Idő      | Hely.    | Idő      | Hely.    | Típus | Idő     | Hely. | Helyezés |
| ------------------------------------------------------ | ------------------------ | -------- | -------- | -------- | -------- | ----- | ------- | ----- | -------- |
| Gottfried Kottmann                                     | Egypárevezős             | 7:43,70  | 1.       | erőnyerő | erőnyerő | A     | 8:29,68 | 3.    |          |
| Melchior Bürgin Martin Studach                         | Kétpárevezős             | 6:45,58  | 3.       | 6:47,18  | 1.       | A     | 7:24,97 | 4.    | 4.       |
| Peter Bolliger Nicolas Gobet                           | Kormányos nélküli kettes | 7:26,18  | 2.       | 7:34,23  | 2.       | B     | 7:05,71 | 1.    | 7.       |
| Hugo Waser Adolf Waser Werner Ehrensperger (kormányos) | Kormányos kettes         | 8:09,16  | 6.       | 7:30,60  | 2.       | B     | 7:36,03 | 5.    | 11.      |

## Kerékpározás

### Országúti kerékpározás
| Versenyző                                                | Versenyszám     | Idő                   | Helyezés |
| -------------------------------------------------------- | --------------- | --------------------- | -------- |
| Hans Heinemann                                           | Mezőnyverseny   | 4:39:51,82 (+0:00,19) | 63.      |
| Erwin Jaisli                                             | Mezőnyverseny   | 4:39:51,75 (+0:00,12) | 30.      |
| Hans Lüthi                                               | Mezőnyverseny   | 4:39:51,74 (+0:00,11) | 16.      |
| Louis Pfenninger                                         | Mezőnyverseny   | 4:39:51,76 (+0:00,13) | 39.      |
| Erwin Jaisli Hans Lüthi Louis Pfenninger René Rutschmann | Csapat időfutam | 2:34:39,19 (+8:08,00) | 16.      |

## Lovaglás
Díjlovaglás
| Versenyző                                           | Ló                   | Versenyszám | Selejtező | Selejtező | Döntő   | Döntő   | Végeredmény | Végeredmény |
| Versenyző                                           | Ló                   | Versenyszám | Pont      | Hely.     | Pont    | Hely.   | Pont        | Helyezés    |
| --------------------------------------------------- | -------------------- | ----------- | --------- | --------- | ------- | ------- | ----------- | ----------- |
| Henri Chammartin                                    | Wörmann              | Egyéni      | 870,0     | 2.        | 634,0   | 2.      | 1504,0      |             |
| Gustav Fischer                                      | Wald                 | Egyéni      | 854,0     | 3.        | 631,0   | 3.      | 1485,0      | 4.          |
| Marianne Gossweiler                                 | Stephan              | Egyéni      | 802,0     | 7.        | kiesett | kiesett | 802,0       | 7.          |
| Henri Chammartin Gustav Fischer Marianne Gossweiler | Wörmann Wald Stephan | Csapat      |           |           |         |         | 2526,0      |             |

Díjugratás
| Versenyző                       | Ló                       | Versenyszám | 1. forduló | 1. forduló | 2. forduló | 2. forduló | Összesen | Összesen |
| Versenyző                       | Ló                       | Versenyszám | Pont       | Hely.      | Pont       | Hely.      | Pont     | Helyezés |
| ------------------------------- | ------------------------ | ----------- | ---------- | ---------- | ---------- | ---------- | -------- | -------- |
| Max Hauri                       | Millview                 | Egyéni      | 13,25      | 11.        | 12,25      | 11.        | 25,50    | 10.      |
| Hans Moehr                      | Troll                    | Egyéni      | 32,00      | 33.        | 51,25      | 40.        | 83,25    | 39.      |
| Paul Weier                      | Satan III                | Egyéni      | 20,00      | 23.        | 12,00      | 8.         | 32,00    | 14.*     |
| Max Hauri Hans Moehr Paul Weier | Millview Troll Satan III | Csapat      | 65,25      | 8.         | 75,50      | 9.         | 140,75   | 9.       |

* - egy másik versenyzővel azonos eredményt ért el

## Ökölvívás
| Versenyző           | Versenyszám  | 32-es főtábla     | Nyolcaddöntő                     | Negyeddöntő       | Elődöntő          | Döntő             | Helyezés |
| Versenyző           | Versenyszám  | Ellenfél Eredmény | Ellenfél Eredmény                | Ellenfél Eredmény | Ellenfél Eredmény | Ellenfél Eredmény | Helyezés |
| ------------------- | ------------ | ----------------- | -------------------------------- | ----------------- | ----------------- | ----------------- | -------- |
| Bela Istvan Horvath | Félnehézsúly | erőnyerő          | Rafael Gargiulo (ARG) · 0-5      | kiesett           | kiesett           | kiesett           | 9.       |
| Rudolf Meier        | Nehézsúly    |                   | Santiago Lovell (ARG) · kizárták | kiesett           | kiesett           | kiesett           | 9.       |

## Sportlövészet
Férfi
| Versenyző          | Versenyszám                    | Pont | Helyezés |
| ------------------ | ------------------------------ | ---- | -------- |
| Hans Albrecht      | Gyorstüzelő pisztoly           | 590  | 4.       |
| Hansrüdi Schneider | Gyorstüzelő pisztoly           | 586  | 11.      |
| Ludwig Hemauer     | Szabadpisztoly                 | 542  | 17.      |
| Ernst Stoll        | Szabadpisztoly                 | 539  | 24.      |
| Hans Simonet       | Sportpuska, fekvő              | 591  | 13.      |
| Erwin Vogt         | Sportpuska, fekvő              | 592  | 11.      |
| Erwin Vogt         | Sportpuska, összetett          | 1133 | 17.      |
| Kurt Müller        | Sportpuska, összetett          | 1143 | 8.       |
| Kurt Müller        | Szabadpuska, összetett (300 m) | 1131 | 7.       |
| August Hollenstein | Szabadpuska, összetett (300 m) | 1135 | 5.       |

## Súlyemelés
| Versenyző    | Versenyszám | Nyomás   | Nyomás   | Szakítás | Szakítás | Lökés    | Lökés    | Összesen | Helyezés |
| Versenyző    | Versenyszám | Eredmény | Helyezés | Eredmény | Helyezés | Eredmény | Helyezés | Összesen | Helyezés |
| ------------ | ----------- | -------- | -------- | -------- | -------- | -------- | -------- | -------- | -------- |
| Philippe Lab | 67,5 kg     | 112,5    | 15.      | 107,5    | 11.      | 140,0    | 13.      | 360,0    | 14.      |

## Torna
Férfi
| Versenyző                                                                         | Versenyszám      | Selejtező | Selejtező | Döntő    | Döntő    |
| Versenyző                                                                         | Versenyszám      | Pontszám  | Helyezés  | Pontszám | Helyezés |
| --------------------------------------------------------------------------------- | ---------------- | --------- | --------- | -------- | -------- |
| Meinrad Berchtold                                                                 | Talaj            | 18,10     | 69.       | kiesett  | kiesett  |
| Meinrad Berchtold                                                                 | Ugrás            | 18,90     | 36.       | kiesett  | kiesett  |
| Meinrad Berchtold                                                                 | Korlát           | 18,25     | 75.       | kiesett  | kiesett  |
| Meinrad Berchtold                                                                 | Nyújtó           | 18,15     | 71.       | kiesett  | kiesett  |
| Meinrad Berchtold                                                                 | Gyűrű            | 16,70     | 105.      | kiesett  | kiesett  |
| Meinrad Berchtold                                                                 | Lólengés         | 16,90     | 99.       | kiesett  | kiesett  |
| Meinrad Berchtold                                                                 | Egyéni összetett |           |           | 107,00   | 90.      |
| Fredi Egger                                                                       | Talaj            | 18,25     | 61.       | kiesett  | kiesett  |
| Fredi Egger                                                                       | Ugrás            | 19,05     | 24.       | kiesett  | kiesett  |
| Fredi Egger                                                                       | Korlát           | 18,65     | 45.       | kiesett  | kiesett  |
| Fredi Egger                                                                       | Nyújtó           | 17,70     | 80.       | kiesett  | kiesett  |
| Fredi Egger                                                                       | Gyűrű            | 17,00     | 98.       | kiesett  | kiesett  |
| Fredi Egger                                                                       | Lólengés         | 18,25     | 50.       | kiesett  | kiesett  |
| Fredi Egger                                                                       | Egyéni összetett |           |           | 108,90   | 71.*     |
| Fritz Feuz                                                                        | Talaj            | 18,65     | 30.       | kiesett  | kiesett  |
| Fritz Feuz                                                                        | Ugrás            | 19,15     | 16.       | kiesett  | kiesett  |
| Fritz Feuz                                                                        | Korlát           | 18,55     | 55.       | kiesett  | kiesett  |
| Fritz Feuz                                                                        | Nyújtó           | 18,40     | 55.       | kiesett  | kiesett  |
| Fritz Feuz                                                                        | Gyűrű            | 17,20     | 91.       | kiesett  | kiesett  |
| Fritz Feuz                                                                        | Lólengés         | 18,55     | 28.       | kiesett  | kiesett  |
| Fritz Feuz                                                                        | Egyéni összetett |           |           | 110,50   | 48.**    |
| Franz Fäh                                                                         | Talaj            | 16,75     | 115.      | kiesett  | kiesett  |
| Franz Fäh                                                                         | Ugrás            | 18,65     | 77.       | kiesett  | kiesett  |
| Franz Fäh                                                                         | Korlát           | 18,50     | 60.       | kiesett  | kiesett  |
| Franz Fäh                                                                         | Nyújtó           | 18,20     | 68.       | kiesett  | kiesett  |
| Franz Fäh                                                                         | Gyűrű            | 16,25     | 110.      | kiesett  | kiesett  |
| Franz Fäh                                                                         | Lólengés         | 17,80     | 80.       | kiesett  | kiesett  |
| Franz Fäh                                                                         | Egyéni összetett |           |           | 106,15   | 93.      |
| Gottlieb Fässler                                                                  | Talaj            | 17,50     | 94.       | kiesett  | kiesett  |
| Gottlieb Fässler                                                                  | Ugrás            | 18,85     | 42.       | kiesett  | kiesett  |
| Gottlieb Fässler                                                                  | Korlát           | 18,35     | 68.       | kiesett  | kiesett  |
| Gottlieb Fässler                                                                  | Nyújtó           | 17,65     | 82.       | kiesett  | kiesett  |
| Gottlieb Fässler                                                                  | Gyűrű            | 17,20     | 91.       | kiesett  | kiesett  |
| Gottlieb Fässler                                                                  | Lólengés         | 18,15     | 60.       | kiesett  | kiesett  |
| Gottlieb Fässler                                                                  | Egyéni összetett |           |           | 107,70   | 85.      |
| Walter Müller                                                                     | Talaj            | 17,35     | 100.      | kiesett  | kiesett  |
| Walter Müller                                                                     | Ugrás            | 19,25     | 9.        | kiesett  | kiesett  |
| Walter Müller                                                                     | Korlát           | 18,95     | 22.       | kiesett  | kiesett  |
| Walter Müller                                                                     | Nyújtó           | 17,55     | 86.       | kiesett  | kiesett  |
| Walter Müller                                                                     | Gyűrű            | 17,50     | 81.       | kiesett  | kiesett  |
| Walter Müller                                                                     | Lólengés         | 18,65     | 22.       | kiesett  | kiesett  |
| Walter Müller                                                                     | Egyéni összetett |           |           | 109,25   | 65.*     |
| Meinrad Berchtold Fredi Egger Fritz Feuz Franz Fäh Gottlieb Fässler Walter Müller | Csapat összetett |           |           | 546,15   | 14.      |

* - egy másik versenyzővel azonos eredményt ért el

** - két másik versenyzővel azonos eredményt ért el

## Úszás
Férfi
| Versenyző      | Versenyszám  | Előfutam | Előfutam | Előfutam | Elődöntő | Elődöntő | Elődöntő | Döntő   | Döntő    |
| Versenyző      | Versenyszám  | Idő      | Hely.    | Össz.    | Idő      | Hely.    | Össz.    | Idő     | Helyezés |
| -------------- | ------------ | -------- | -------- | -------- | -------- | -------- | -------- | ------- | -------- |
| Pano Capéronis | 100 m gyors  | 58,9     | 7.       | 56.      | kiesett  | kiesett  | kiesett  | kiesett | kiesett  |
| Pano Capéronis | 400 m gyors  | 4:43,8   | 8.       | 41.      |          |          |          | kiesett | kiesett  |
| Pano Capéronis | 1500 m gyors | 19:10,5  | 5.       | 30.      |          |          |          | kiesett | kiesett  |
| Rudolf Brack   | 200 m mell   | 2:46,0   | 6.       | 26.      | kiesett  | kiesett  | kiesett  | kiesett | kiesett  |

## Vitorlázás
Nyílt
| Versenyző                           | Versenyszám     | Futam | Futam | Futam | Futam | Futam | Futam | Futam | Pontszám | Helyezés |
| Versenyző                           | Versenyszám     | 1     | 2     | 3     | 4     | 5     | 6     | 7     | Pontszám | Helyezés |
| ----------------------------------- | --------------- | ----- | ----- | ----- | ----- | ----- | ----- | ----- | -------- | -------- |
| Hans Bryner Urs-Ulrich Bucher       | Csillaghajó     | 252   | 486   | (0)   | 486   | 428   | 331   | 377   | 2360     | 9.       |
| Michel Buzzi Jean-Pierre Renevier   | Repülő hollandi | 382   | 247   | 382   | 219   | (0)   | 382   | 168   | 1780     | 17.      |
| Jean Graul Paul Ramelet Roger Rouge | 5,5 méteres     | 800   | 101   | 163   | (0)   | 236   | 198   | 976   | 2474     | 10.      |

## Vívás
Férfi
| Versenyző                                                               | Versenyszám       | Csoportkör | Csoportkör | Csoportkör | Csoportkör | Elődöntő                     | Elődöntő               | Elődöntő                                    | Döntő             | Helyezés    |
| Versenyző                                                               | Versenyszám       | 1. kör | 1. kör     | 2. kör | 2. kör     | 3. kör                       | 4. kör                 | 5. kör                                      | Döntő             | Helyezés    |
| Versenyző                                                               | Versenyszám       | Ellenfél Eredmény | Hely.      | Ellenfél Eredmény | Hely.      | Ellenfél Eredmény            | Ellenfél Eredmény      | Ellenfél Eredmény                           | Ellenfél Eredmény | Helyezés    |
| ----------------------------------------------------------------------- | ----------------- | --- | ---------- | --- | ---------- | ---------------------------- | ---------------------- | ------------------------------------------- | ----------------- | ----------- |
| Walter Bar                                                              | Párbajtőr, egyéni | E. csoport · Alberto Pellegrino (ITA) · 2-5 · Claude Bourquard (FRA) · 5-4 · Dietrich Hecke (EUA) · 5-3 · Han Mjongszok (Han Myeong-seok) (KOR) · 5-3 · Sergio Vergara (CHI) · 5-1 · Dibier Tamayo (COL) · 5-1 · Houshmand Almasi (IRI) · 5-1 · Göran Abrahamsson (SWE) · 4-5 | 2.         | F. csoport · Henryk Nielaba (POL) · 2-5 · Franz Rompza (EUA) · 3-5 · John Humphreys (AUS) · 5-4 · Paul Pesthy (USA) · 5-4 · Allan Jay (GBR) · 4-5 · Rájátszás: · Allan Jay (GBR) · 5-2       | 3.         | Jacques Guittet (FRA) · 9-10 | kiesett                | kiesett                                     | kiesett           | 17.         |
| Claudio Polledri                                                        | Párbajtőr, egyéni | A. csoport · Hans Lagerwall (SWE) · 3-5 · Bruno Habārovs (URS) · 3-5 · Roland Losert (AUT) · 1-5 · John Humphreys (AUS) · 5-4 · Zelmar Casco (ARG) · 5-4 · Kim Mansik (Kim Man-sig) (KOR) · 5-0 · Ronnie Theseira (MAS) · 5-1                                                 | 4.         | D. csoport · Bohdan Gonsior (POL) · 3-5 · Rudolf Trost (AUT) · 2-5 · Bruno Habārovs (URS) · 4-5 · Ókava Heizaburó (JPN) · 2-5 · Nemere Zoltán (HUN) · 5-3 · Dietrich Hecke (EUA) · 5-4       | 7.         | kiesett                      | kiesett                | kiesett                                     | kiesett           | helyezetlen |
| Michel Steininger                                                       | Párbajtőr, egyéni | G. csoport · Jacques Guittet (FRA) · 4-5 · Tabucsi Kazuhiko (JPN) · 5-0 · Kausz István (HUN) · 5-4 · David Micahnik (USA) · 5-1 · Russell Hobby (AUS) · 5-1 · Sergio Jimenez (CHI) · 3-5 · Emilio Echeverry (COL) · 4-5                                                       | 3.         | C. csoport · Jacques Guittet (FRA) · 3-5 · Gianluigi Saccaro (ITA) · 5-2 · Marcus Leyrer (AUT) · 5-3 · Peter Jacobs (GBR) · 5-2 · Sin Duho (Sin Du-ho) (KOR) · 5-2 · Paul Gnaier (EUA) · 4-5 | 3.         | Guram Kosztava (URS) · 5-10  | kiesett                | kiesett                                     | kiesett           | 17.         |
| Walter Bar Jean Gontier Paul Meister Claudio Polledri Michel Steininger | Párbajtőr, csapat | A. csoport · Argentína (ARG) · 9-5 · Libanon (LIB) · 12-3 | 2.         | |            | Nagy-Britannia (GBR) · 8-4   | Svédország (SWE) · 1-9 | Az 5–6. helyért · Lengyelország (POL) · 5-9 | kiesett           | 7.          |